# FIS 크로스컨트리 월드컵

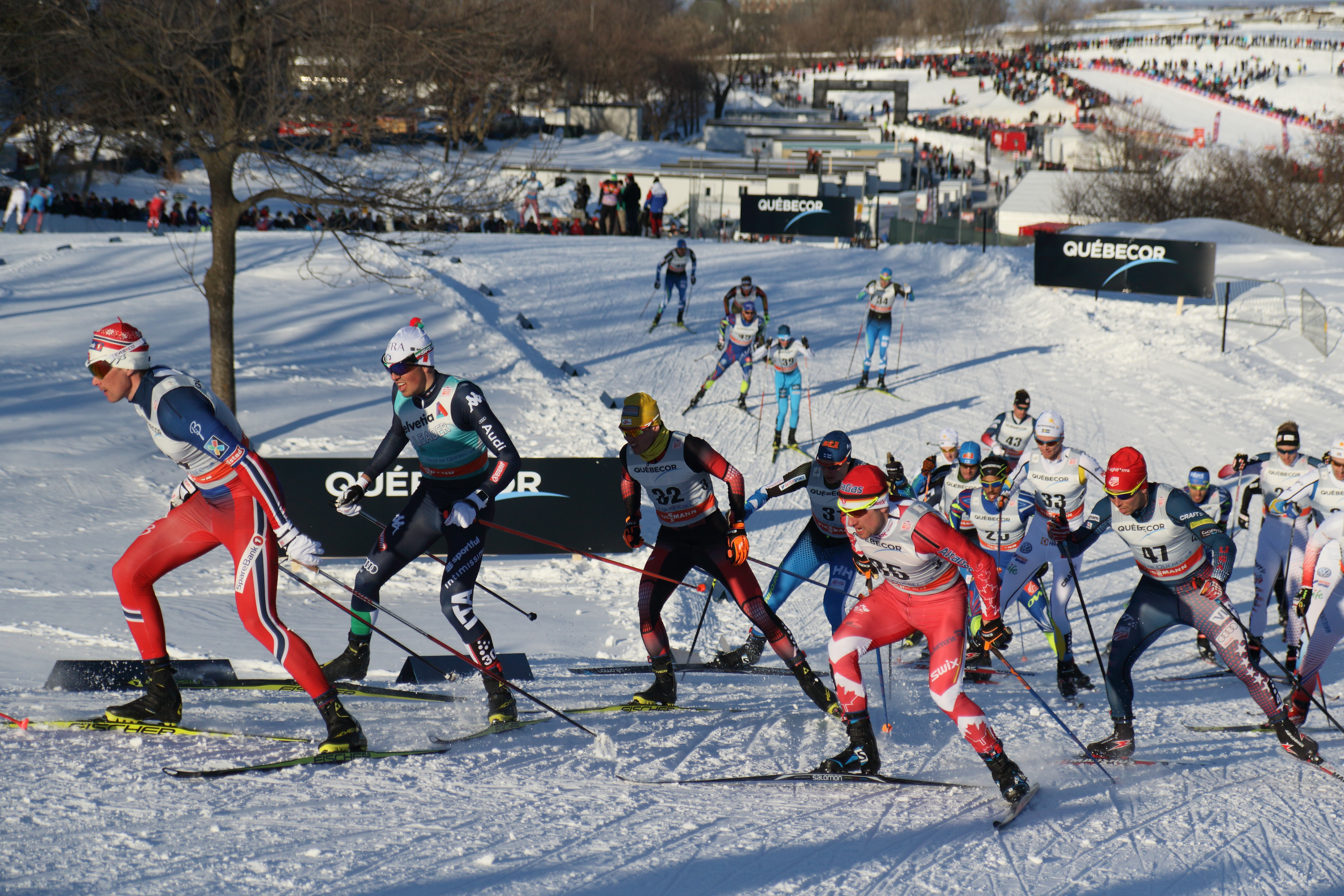

FIS 크로스컨트리 월드컵(FIS Cross-Country World Cup)은 1981년부터 국제 스키 연맹(FIS)이 주최하는 연례 크로스컨트리 스키 대회이다. 이 대회는 1973년부터 1981년 사이에 비공식적으로 개최되었지만 제31차 FIS 총회에서 잠정 승인을 받았다. (1977년 4월 30일 아르헨티나 바릴로체)
제1회 월드컵 경주는 1982년 1월 9일에 열렸다.

## 같이 보기
- 세계 노르딕 스키 선수권 대회